# Peltula obscurans
Peltula obscurans är en lavart som först beskrevs av William Nylander och som fick sitt nu gällande namn av Vilmos Kőfaragó-Gyelnik. 
Peltula obscurans ingår i släktet Peltula och familjen Peltulaceae.

## Underarter
Arten delas in i följande underarter:
- deserticola
- hassei
- obscurans